# Mola el Fonollar
La Mola el Fonollar és una muntanya de 781 metres que es troba al municipi del Mas de Barberans, a la comarca catalana del Montsià.